# Lanžhotské pralesy
Lanžhotské pralesy jsou národní přírodní rezervace v Jihomoravském kraji. Nachází se v okrese Břeclav v katastrálních územích Břeclav, Lanžhot a Poštorná. Vyhlášena byla 1. ledna 2025 k ochraně lužních lesů, luk, pastvin a vegetace mezotrofních stojatých vod.
Území NPR je nesouvislé a sestává ze sedmi ploch (z toho 6 na území Lanžhota a 1 na území Břeclavi), propojených územím souběžně vyhlášené Národní přírodní památky Soutok, která pro NPR funguje jako rozsáhlé ochranné pásmo. NPR Lanžhotské pralesy zahrnuje také území dosavadních menších NPR Cáhnov-Soutok a Ranšpurk.
Lanžhotský lužní les má rozlohu přes 5 000 hektarů. Leží při moravsko-slovensko-rakouské hranici. Jeho součástí jsou zbytky vysokoprodukčních zaplavovaných luk pod Lanžhotem, kterými protéká neupravený, ale ke strohé technické regulaci připravený tok Kyjovky. Oblastí vedou vodní strouhy, odlehčovací a slepá ramena, nachází se v ní také tůně, luční enklávy i ostrůvky močálů a přesypových písků. Vlastní chráněné území má rozlohu 439,56 hektaru a nachází se na území evropsky významné lokality Natura 2000 Soutok – Podluží, ptačí oblasti Soutok – Tvrdonicko, a s účinností od 1. července 2025 také CHKO Soutok.